# Stanisław Krupa

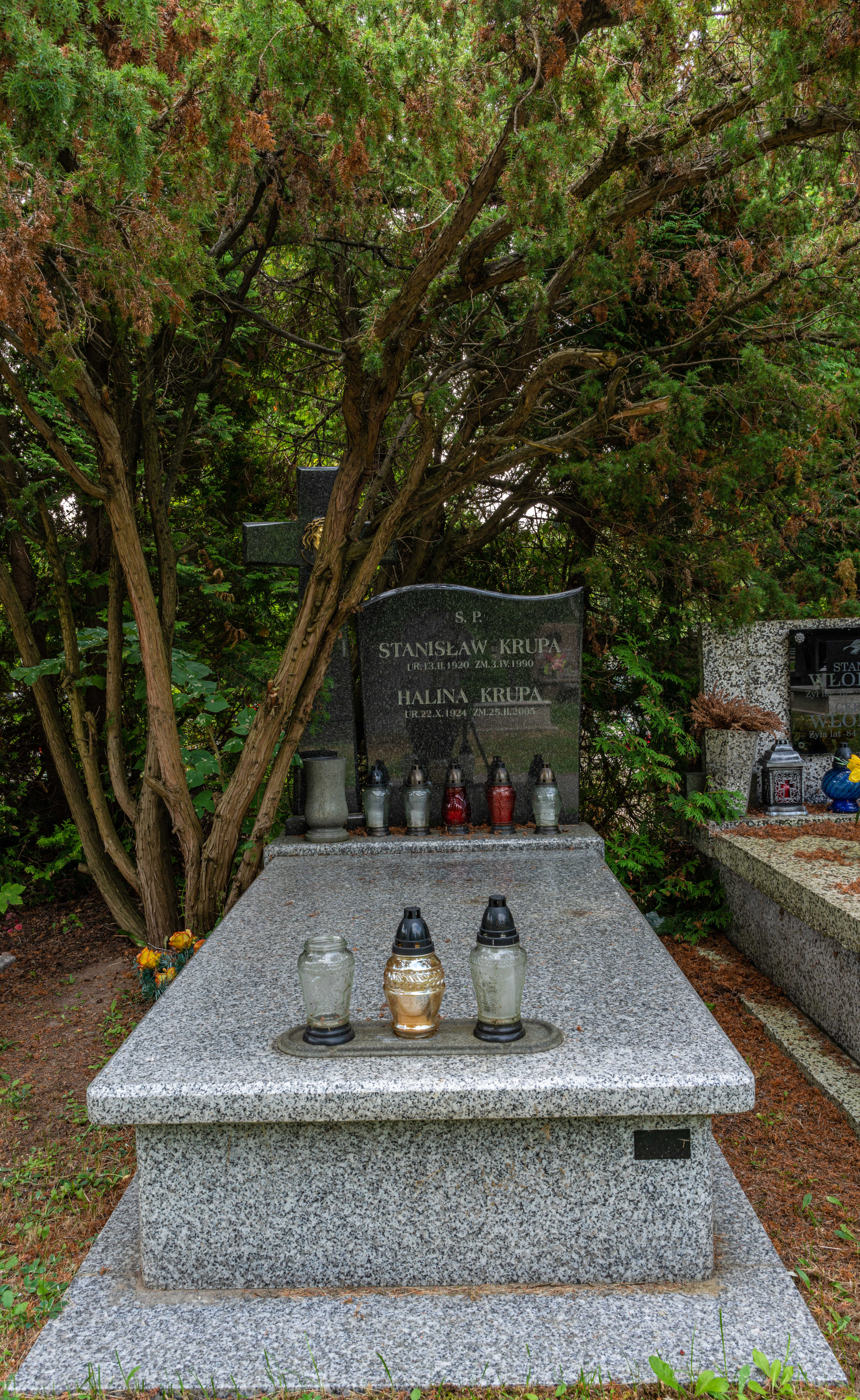
Grób Stanisława Krupy na cmentarzu Komunalnym Północnym w Warszawie

Stanisław Krupa, ps. Bocian (ur. 13 lutego 1920 w Podstolu, zm. 3 kwietnia 1990) – polski działacz partyjny i agitator, poseł na Sejm PRL I kadencji (1952–1956). 

## Życiorys
Syn Antoniego. Przed wojną był związany z organizacjami Związku Młodzieży Wiejskiej RP „Wici” i OM TUR.
Lata 1940–1942 spędził na robotach przymusowych w Niemczech, po czym w 1942 znalazł się na terenach okupowanej Polski. Przystąpił do Polskiej Partii Robotniczej i Armii Ludowej, gdzie był odpowiedzialny za agitację i propagandę.
Po wojnie odbył szkolenie (tzw. studia wyższe) w Centralnej Szkole PPR w Łodzi, po czym pracował jako instruktor w Wydziale Organizacyjnym przy KC PPR, a później II sekretarz KW w Rzeszowie. Po przeniesieniu do Trójmiasta pełnił obowiązki II sekretarza KW PZPR w Gdańsku, a w marcu 1952 objął obowiązki I sekretarza KW w Olsztynie. W tym samym roku uzyskał mandat posła na Sejm I kadencji w okręgu Kętrzyn. Zasiadał w Komisji Rolnictwa. Od lutego 1953 do sierpnia 1955 kierował Komitetem Wojewódzkim PZPR w Kielcach.
W latach 1947–1950 Kierownik Wydziału Organizacyjnego w Zarządzie Głównym Samopomocy Chłopskiej, a w latach 1955–1957 Wiceprezes CRS Samopomoc Chłopska. Następnie od 1957 do 1961 zajmował stanowisko dyrektora ds. inwestycji w Biurze Podróży Orbis. W 1961 był dyrektorem Mazowieckiego Zjednoczenia Terenowego Przemysłu Rolno-Spożywczego w Warszawie.
Pochowany na cmentarzu komunalnym Północnym w Warszawie (kwatera W-XIX-3-4-17).

## Ordery i odznaczenia
- Srebrny Krzyż Zasługi (8 lipca 1954)[3]
- Brązowy Krzyż Zasługi (7 marca 1951)[4]
- Medal 10-lecia Polski Ludowej (17 stycznia 1955)[5]